# Bundesausbildungszentrum der Bestatter
Das Bundesausbildungszentrum der Bestatter (Theo-Remmertz-Akademie) in Münnerstadt mit dem einzigen Lehrfriedhof ist eine Einrichtung des Bundesverbandes Deutscher Bestatter e. V.

## Geschichte
Am 8. Juli 1994 wurde in Münnerstadt der weltweit einzige Lehrfriedhof für die Bestatterausbildung seiner Bestimmung übergeben. Am 10. Juli 1998 wurde dem Lehrfriedhof ein Seminargebäude angegliedert. Im Jahre 2002 wurde die Fläche des Lehrfriedhofes deutlich erweitert. Im Jahr 2007 fanden weitere Ausbaumaßnahmen statt. Auf dem Lehrfriedhof finden Schulungen zur Grabmachertechnik und zur Unfallverhütung durch die Gartenbau-Berufsgenossenschaft statt.
Das Bundesausbildungszentrum der Bestatter, die Theo-Remmertz-Akademie, wurde am 25. Februar 2005 übergeben und ist eine in Europa einmalige Einrichtung. Der Bau des Ausbildungszentrums war durch die Schaffung des Ausbildungsberufes Bestattungsfachkraft, den der Gesetzgeber 2003 geschaffen hat, notwendig geworden.

## Zweck
Jährlich absolvieren rund 200 Auszubildende die Überbetriebliche Ausbildung (ÜLU) im Ausbildungsberuf Bestattungsfachkraft. Vermittelt werden in drei Lehrgängen während der dreijährigen Ausbildungszeit die Ausbildungsbereiche Grabtechnik, Waren- und Materialkunde, Aufbahrung und Dekoration, Hygienische Totenversorgung, Beratungsgespräch und Trauerpsychologie.
Bestatter können die Fortbildung zum Geprüften Bestatter, zum Bestattermeister, zum Geprüften Kremationstechniker, zum Zertifizierten Kremationsassistenten, zum Geprüften Kundenberater Friedhofsservice, zum Bürokommunikationsfachwirt für das Bestattungsgewerbe, zum Bestatter im Notfalleinsatz oder zum Geprüften Thanatopraktiker im Bundesausbildungszentrum der Bestatter absolvieren. Weiterhin werden zu  branchenspezifischen Themen zusätzliche Seminare angeboten.
Im Bundesausbildungszentrum der Bestatter finden die Gesellenprüfungen zur Bestattungsfachkraft sowie die Fortbildungsprüfungen zum Geprüften Bestatter, zum Bestattermeister, zum Geprüften Kremationstechniker, zum Geprüften Kundenberater Friedhofsservice, zum Bürokommunikationsfachwirt für das Bestattungsgewerbe und zum Bestatter im Notfalleinsatz im Auftrag der Handwerkskammern Unterfranken und Düsseldorf statt.